# Neonippolachnus betulae
Neonippolachnus betulae är en insektsart. Neonippolachnus betulae ingår i släktet Neonippolachnus och familjen långrörsbladlöss. Inga underarter finns listade i Catalogue of Life.